# Valle (Agder)
Pour les articles homonymes, voir Valle.
Valle est une kommune de Norvège. Elle est située dans le comté d'Agder.
Son dialecte est l'un des plus particuliers de Norvège, supposé comme étant celui le plus proche du vieux-norvégien (Gammalnorsk). En plus d'avoir une plus grande morphologie verbale ainsi que des genres plus marqués (une différenciation entre un masculin, un féminin et un neutre dans les chiffres jusqu'à cinq comme en islandais et en vieux norrois par exemple), il possède énormément de mots dialectaux différents de ceux des autres dialectes norvégiens.